# Tony Becker

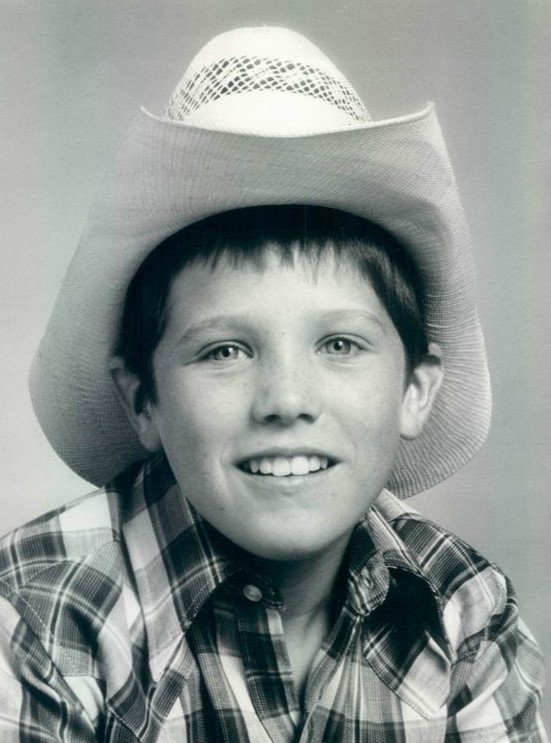
Bild von Tony Becker als Kind.

Tony Becker (* 14. September 1963 in Los Angeles, Kalifornien) ist ein US-amerikanischer Schauspieler.

## Karriere
Becker ist der Sohn des Schauspieler-Paares Patti Kane und Kenneth Becker und kam in Los Angeles zur Welt.
Seine Fernsehkarriere begann er im Alter von elf Jahren mit einer Rolle in der kurzlebigen ABC-Sitcom The Texas Wheelers. Es folgten Rollen in den Fernsehserien Der Weg nach Oregon und Für Liebe und Ehre.
Erste Bekanntheit erlangte er als Drew Cutler in der Familienserie Die Waltons, eine Rolle, die er später in mehreren Reunion-Filmen wiederaufleben ließ. Außerdem hatte er eine kleine Rolle in dem 1986 gedrehten Action-Thriller Der stählerne Adler.
Einem breiten Publikum wurde Becker durch die Verkörperung von Private Daniel „Danny“ Purcell in der Vietnam-Kriegsserie NAM – Dienst in Vietnam  bekannt, die zwischen 1987 und 1990 von CBS ausgestrahlt wurde.
Becker hatte zudem Gastauftritte in zahlreichen Fernsehserien wie Dr. med. Marcus Welby, Lou Grant, Unsere kleine Farm, Unter der Sonne Kaliforniens, Matlock, Walker, Texas Ranger und Melrose Place.
Der Electronic-Data-Systems-Werbespot „Cat Herders“, der während des Super-Bowl-Finales im Jahr 2000 gezeigt wurde und in dem Tony Becker eine Hauptrolle spielte, wurde preisgekrönt.

## Quellnachweise
1. ↑  The Complete Directory to Prime Time Network and Cable TV Shows, 1946-Present. Ballantine Books, 2003, ISBN 0-345-45542-8, S. 1222 (englisch).
2. ↑  Tony Becker page on website for The Hunters (Human productions, 2009). 9. April 2016. He states that details were supplied by Brenna Brelie, Global Communications Coordinator (from 2003-2007) at Fallon ad agency, who produced the commercial.
3. ↑  Marketing Case Studies blogspot, "Cat Herders Campaign", Wednesday, September 17, 2008. 7. April 2016
4. ↑  Emmy website. 7. April 2016